# 구상나무
구상나무(학명: Abies koreana, Korean fir)는 구과목 소나무과의 식물이다. 구상나무는 제주도를 포함해 대한민국의 산지에만 자생하는 고유종이며, 바늘 모양의 돌기가 갈고리 모양으로 생긴 데서 유래된 것이다. 크리스마스 트리용으로 사용하는 나무 중 하나며, 현재는 멸종 위기종이다.

## 특징 및 생태
한국고유종으로 한라산, 덕유산, 지리산같이 남부 지방의 높은 산에 산다. 가장 많이 있는 곳은 한라산이다. 늘푸른 바늘잎나무로 나무의 키는 10~18m이며 그 중 수관폭은 7~8m이다. 작은 가지는 색이 황색이지만 털이 없어지면서 갈색이 돈다. 겨울눈은 달걀 모양의 둥근 모습이며, 털이 없고 송진이 약간 묻어있다. 나이 든 나무의 나무껍질은 표면이 거칠고 회갈색이다.

### 잎
가지나 줄기에 돌려나기로 돋아나며 잎 끝이 두 갈래로 갈라진다. 1년생 이상의 가지에 나는 바늘잎은 길이가 9~14mm, 폭은 2.1~2.4mm(어린가지에 돋는 잎은 길이 18-20mm, 폭 1.8mm이다.)로, 끝이 살짝 갈라져 오목하게 패고 뒷면에 흰색의 숨구멍줄 2개가 있다. 잎끝이 2갈래로 갈라져 있다. 표면은 암록색이고 뒷면은 은백색이다.

### 꽃과 열매
암수한그루로 오뉴월에 꽃이 핀다. 수구화수는 1cm 길이의 타원형으로 5~10개의 황갈색 꽃이 피고, 암구화수는 길이가 1.8cm로 수구화수보다 조금 더 길며 짙은 자줏빛을 띤다. 9월에 원통 모양의 녹갈색 또는 자갈색 솔방울 열매가 하늘을 향해 곧게 선다. 열매는 구과로 원통형이며 길이 4-6cm, 지름은 2-3cm이다. 실편은 길이 9mm, 폭 18mm이고 포편의 바늘 모양 돌기가 뒤로 넘어가 있다. 씨앗은 달걀 모양으로, 길이는 약 6mm이고 날개의 폭은 약 4.5mm이다.

## 비슷한 나무
구상나무는 분비나무와 아주 비슷한데, 분비나무의 솔방울이 끝이 다소 뾰족한 원통형이고 약간 노출된 포린이 젖혀지지 않는데 비해, 구상나무 솔방울은 계란형이고 끝이 둔하며 노출된 포린이 젖혀지는 것으로 이 두 종을 구별할 수 있다.
다른 품종으로 솔방울 열매가 연녹색인 푸른구상나무(A. koreana for. chlorocarpa T. B. Lee)와 붉은 빛깔인 붉은구상나무(A. koreana for. rubrocarpra T. B. Lee), 검은 자주빛인 검은구상나무(A. koreana for. nigrocarpa Hatus.)가 있다.

## 신종 발표
구상나무를 신종 식물로 발표한 사람은 영국 식물학자 어니스트 헨리 윌슨(1876~1930)이다. 프랑스 신부로 제주벚나무 표본의 첫 채집자이기도 한 타케(1873~1952)와 포리(1847~1915)는 1901년부터 수십년 동안 전 세계를 돌아다니며 수만여 점의 식물종을 채집해 서구에 제공했는데, 두 사람 중 포리는 1907년 5월부터 10월까지 6개월 동안 한라산에서 구상나무를 채집하여 당시 미국 하바드대 아널드식물원의 식물분류학자인 윌슨에게 제공했다. 포리는 이 표본이 분비나무인 것으로 알았다. 윌슨은 포리가 준 표본을 보고 무엇인가 다른 종인 듯한 생각이 들어 1917년에 직접 제주를 찾아 왔다. 그는 타케와 일본인 식물학자 나카이 다케노신과 함께 한라산에 올라 구상나무를 채집했다. 그리고 윌슨은 연구 끝에 1920년 아널드식물원 연구보고서 1호에 이 구상나무가 다른 곳에 존재하는 분비나무와 전혀 다른, 신종이라 발표했다. 윌슨은 이 나무를 제주인들이 ‘쿠살낭’이라고 부르는 것을 보고 구상나무라 이름 지었다고 한다. ‘쿠살’은 성게, ‘낭’은 나무를 가리키는 것으로 구상나무의 잎이 성게가시처럼 생겼다고 해서 제주도 사투리로 쿠살낭이라고 불렀다고 한다. 한편, 함께 제주도 채집 여행을 했으며, 한반도의 식물 대부분을 조사하고 현대적 분류를 했으므로, 많은 학명의 명명자였던 나카이는 구상나무를 분비나무와 구별하지 못하여 자신이 신종의 명명자가 되지 못한 것을 두고두고 억울해 했다고 한다.

## 사진

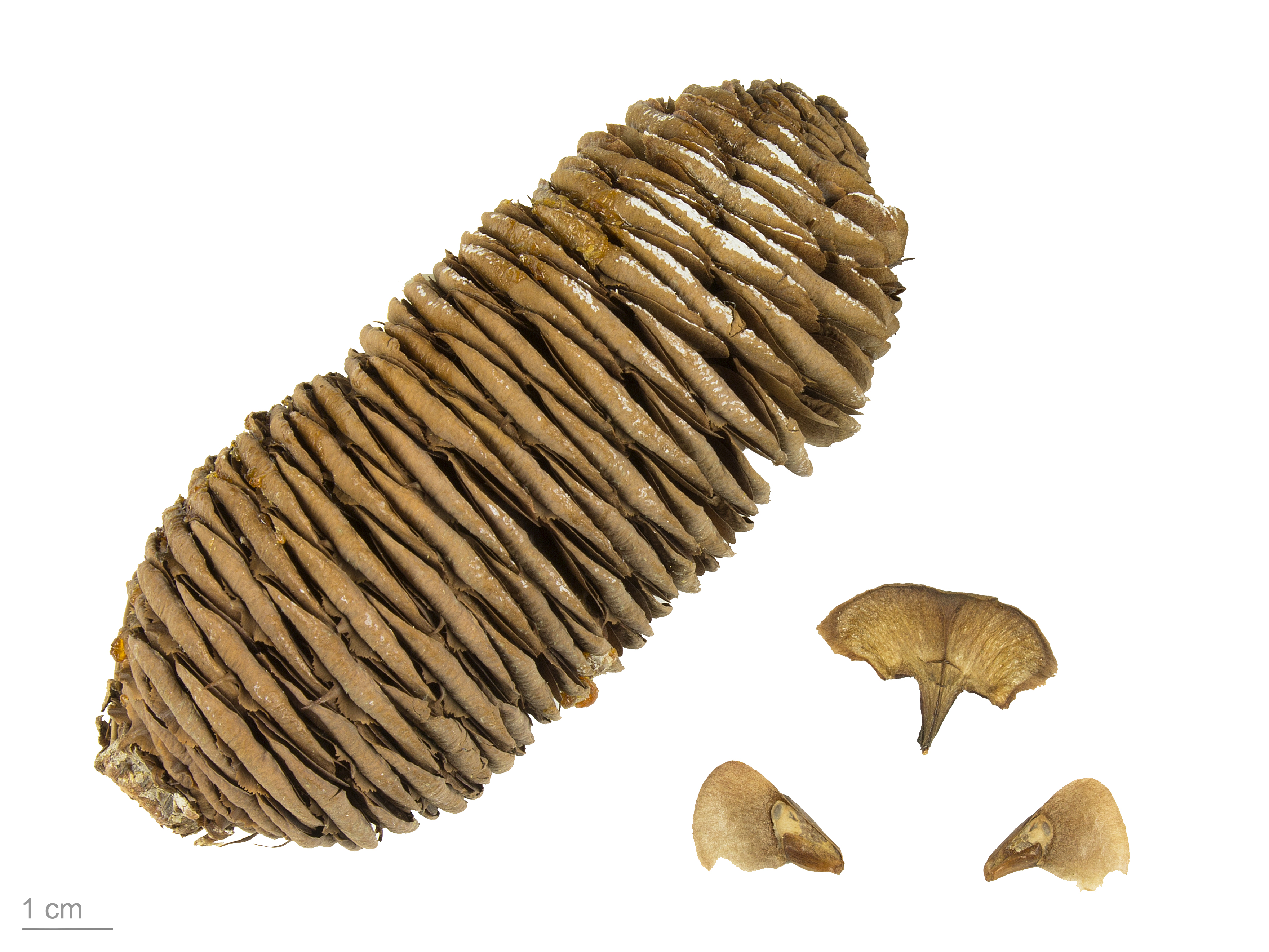
Abies koreana - Museum specimen
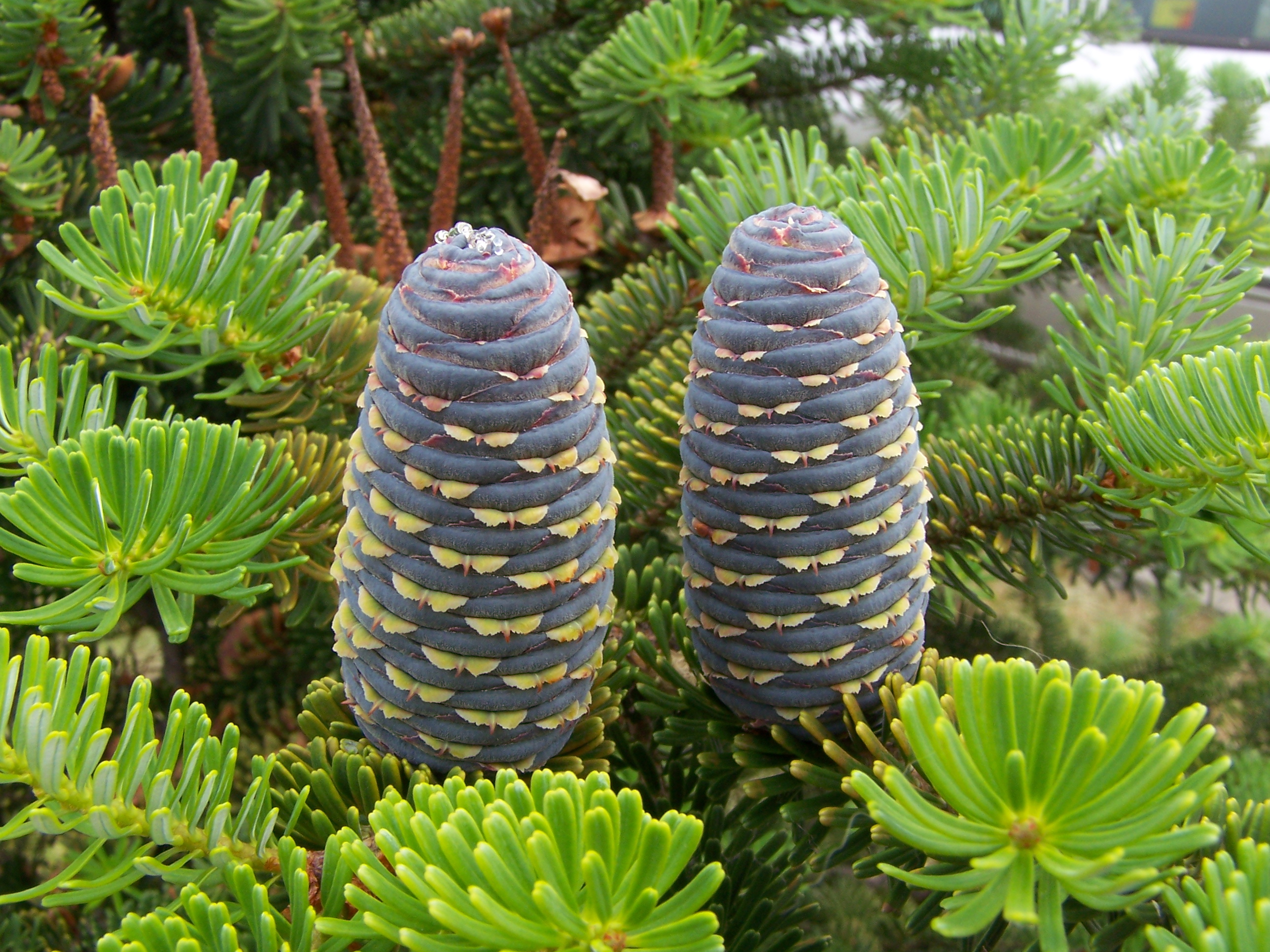
곧게 선 구상나무 열매
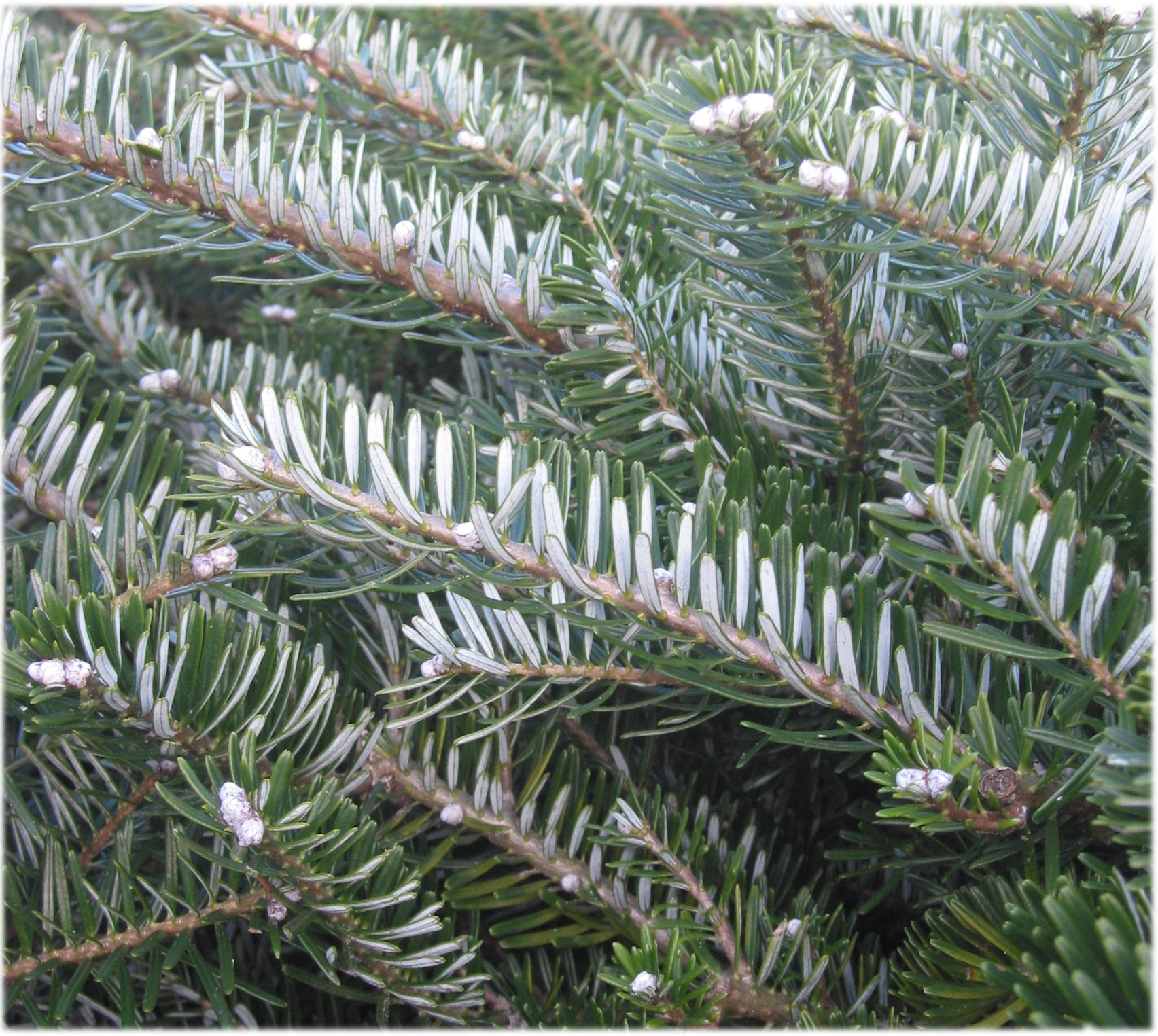
구상나무 잎. 뒷면이 유난히 희다.
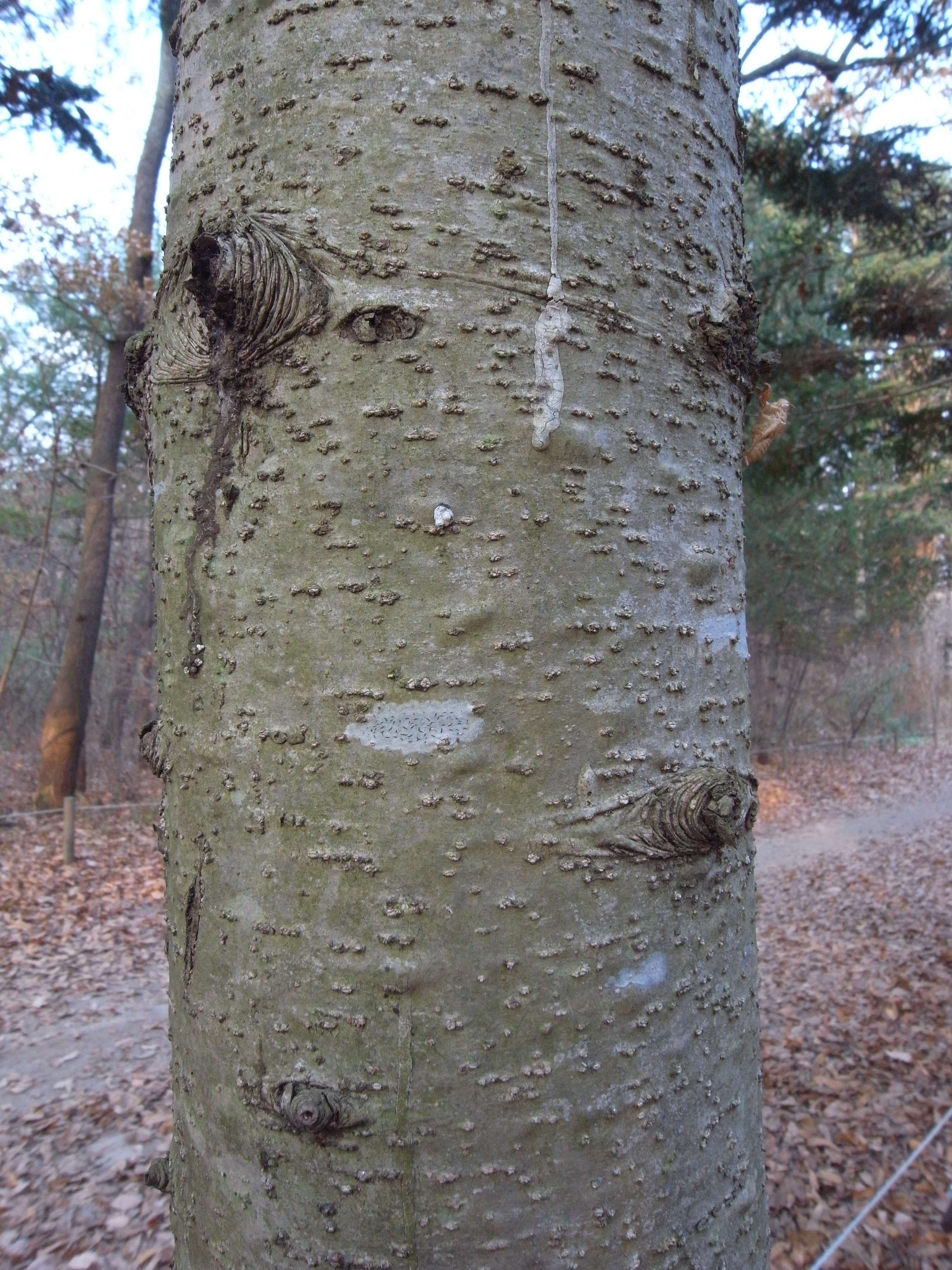
줄기

## 같이 보기
- 크리스마스 트리

## 참고 문헌
- 《우리가 정말 알아야 할 우리 나무 백 가지》(현암사, 1995) ISBN 89-323-0830-6
- 《조경수목 핸드북》(광일문화사, 2000) ISBN 89-85243-25-X
- 《나무 쉽게 찾기》(진선출판사, 2004) ISBN 978-89-7221-414-4
- 《나무도감》(도서출판 보리, 2001) ISBN 89-8428-060-7